# Elecciones presidenciales de la República Dominicana de 1996
Las elecciones presidenciales de la República Dominicana de 1996, se celebraron en la República Dominicana, el 16 de mayo de 1996, con una segunda vuelta, el 30 de junio del mismo año. Mientras que José Francisco Peña Gómez del Partido Revolucionario Dominicano, ganó la mayoría de los votos en la primera ronda, fue derrotado por Leonel Fernández del Partido de la Liberación Dominicana, en la segunda ronda, luego de que el Partido Reformista Social Cristiano cuyo candidato, Jacinto Peynado, había perdido en la primera vuelta, declara su apoyo a Fernández. La participación electoral fue del 78.7% en la primera vuelta y del 76.9% en la segunda.

## Candidatos
| Partido | Partido | Partido                                                             | Fórmula presidencial | Fórmula presidencial                        | Cargos públicos                                                                    | Fórmula vicepresidencial | Fórmula vicepresidencial                          | Cargos públicos                         |
| ------- | ------- | ------------------------------------------------------------------- | -------------------- | ------------------------------------------- | ---------------------------------------------------------------------------------- | ------------------------ | ------------------------------------------------- | --------------------------------------- |
|         |         | Partido de la Liberación Dominicana Lema: El nuevo camino           |                      | Leonel Fernández (42 años) Abogado          | - Ninguno                                                                          |                          | Jaime David Fernández (39 años) Agrónomo y médico | - Senador de la República (1990-1996)   |
|         |         | Partido Revolucionario Dominicano Lema: Primero la gente            |                      | José Francisco Peña Gómez (59 años) Abogado | - Ninguno                                                                          |                          | Fernando Álvarez Bogaert (55 años) Economista     | - Secretario de Agricultura (1966-1970) |
|         |         | Partido Reformista Social Cristiano Lema: Para que el país funcione |                      | Jacinto Peynado (55 años) Empresario        | - Senador de la República (1986-1994) - Vicepresidente de la República (1994-1996) |                          | Maribel Gassó Empresaria - Ninguno                |                                         |